# Тройное деление ядер
Тройное деление — сравнительно редкий (от 0,2 до 0,4 % случаев) тип ядерного деления, при котором образуются три заряженных осколка (три новых ядра), в отличие от обычного деления, когда заряженных осколков два. Как и в других процессах ядерного деления, при тройном делении образуются другие незаряженные частицы, такие как нейтроны и гамма-кванты. Для урана явления тройного и четверного деления ядра были открыты китайским учёным Цянь Саньцяном с коллегами.
Тройное деление может происходить как во время деления, вызванного захватом нейтрона, так и при спонтанном делении. При спонтанном делении тройное деление происходит примерно на 25 % чаще чем после захвата нейтронов. Вероятность тройного деления для разных ядер немного отличается.
При тройном делении легким осколком чаще всего является альфа-частица, реже ядро трития, другие варианты еще реже. Тройное деление приводит к значительному накоплению гелия-4 и трития в отработанном топливе ядерных реакторов.
Также известны случаи распада на четыре заряженных осколка с вероятностью порядка 1 на 10 миллионов делений.